# Лас Ољас (Порторико)
Лас Ољас (шп. Las Ollas) град је у америчкој острвској територији Порторико, острвској држави Кариба.

## Демографија
По попису из 2010. године број становника је 1.557, што је 392 (-20,1%) становника мање него 2000. године.
| Група             | 2000.         | 2010.         |
| Белци             | 1 (0,1%)      | 4 (0,3%)      |
| Афроамериканци    | 195 (10,0%)   | 244 (15,7%)   |
| Азијати           | 0 (0,0%)      | 0 (0,0%)      |
| Хиспаноамериканци | 1.947 (99,9%) | 1.549 (99,5%) |
| Укупно            | 1.949         | 1.557         |